# Gyrodonta concava
Gyrodonta concava är en stekelart som först beskrevs av Tohru Uchida 1937.  Gyrodonta concava ingår i släktet Gyrodonta och familjen brokparasitsteklar. Inga underarter finns listade i Catalogue of Life.